# Хрієнко Денис Іванович
Дени́с Іва́нович Хріє́нко (3 липня 1986 — 9 березня 2016) — солдат Збройних сил України, учасник російсько-української війни.

## Життєпис
Народився 1966 року в селі Приютівка Олександрійського району (Кіровоградська область), закінчив приютівську ЗОШ.
У часі війни мобілізований у березні 2015 року — солдат ремонтно-відновлювального батальйону, 24-та окрема механізована бригада.
9 березня 2016-го поблизу села Новотошківське (Попаснянський район) бойова машина розмінування підірвалася на міні; після огляду техніки солдати запустили БМР, щоб їхати далі. У цей момент, близько 15-ї години, Денис підірвався на другій міні — ймовірно зачепив «розтяжку»; зазнав мінно-вибухової травми, що несумісна з життям.
12 березня 2016 року похований у селі Приютівка; коли несли труну з тілом Дениса до церкви, люди його прощали на колінах. Цей день в Олександрійському районі оголошено Днем жалоби.
Без Дениса лишились батьки, дружина, донька 2012 р.н.

## Нагороди та вшанування
За особисту мужність, сумлінне та бездоганне служіння Українському народові, зразкове виконання військового обов'язку відзначений — нагороджений
- орденом «За мужність» ІІІ ступеня (25.11.2016, посмертно)[1]
- у Приютівській ЗОШ відкрито меморіальну дошку Денисові Хрієнку.